# Крилатица (Болгария)
Крилатица (болг. Крилатица) — село в Болгарии. Находится в Кырджалийской области, входит в общину Кирково. Население составляет 169 человек.

## Политическая ситуация
В местном кметстве Крилатица, в состав которого входит Крилатица, должность кмета (старосты) исполняет Джемил Раим Халил (Движение за права и свободы (ДПС)) по результатам выборов правления кметства.
Кмет (мэр) общины Кирково — Шукран Кязим Идриз (Движение за права и свободы (ДПС)) по результатам выборов в правление общины.